# Weksel piwniczny
Weksel piwniczny – weksel ciągniony na fikcyjnego trasata.